# Tribal Wars
Tribal Wars (kort: TW) is een browser-gebaseerde Massive Multiplayer Online Game (MMOG), ontwikkeld door InnoGames. Het spel is gratis. Er is naast de gratis versie echter ook de mogelijkheid om extra spelvoordelen aan te schaffen, zoals een Premium Account, Farm Assistent, de Account Manager, bouwtijden halveren, of een verhoogde grondstoffenproductie.

## Spel
Het doel van het spel is om zo veel mogelijk punten te behalen en zo op te klimmen in de ranglijst. Punten kan men verdienen door het uitbreiden van de gebouwen in het eigen dorp. Zodra het eerste dorpje van een speler voldoende uitgebouwd is, kan hij/zij troepen rekruteren en andere spelers hiermee aanvallen. Als de speler na verloop van tijd over een edelman beschikt, kan hij/zij een dorp van een andere speler, een barbarendorp of een bonusdorp 'edelen' (veroveren). Hiermee verkrijgt men ook de punten die bij dat dorp horen.
Een 'bonusdorp' brengt een extra bonus met zich mee, en is zo extra voordelig voor de eigenaar ervan. Dit kan gaan om een snellere productie van eenheden, een hogere opbrengst van grondstoffen of meer plaats in de boerderij of de opslagplaats.
In de meeste landen waar Tribal Wars bestaat, is er tegenwoordig om de zoveel tijd een speed-wereld. Dit houdt in dat een wereld erg snel is, tot soms wel 400 keer sneller dan een gewone wereld. Tijdens zo'n speedwereld krijg je bijvoorbeeld in plaats van 2400 grondstoffen per uur 16.000 grondstoffen per minuut, en worden ook gebouwen en troepen sneller geproduceerd.

## Geschiedenis
In 2003 begon TribalWars als Die Staemme in Duitsland. Het eerste idee was om een hobbyproject op te zetten. Na de lancering in juni 2003 had het spel begin 2004 al enkele duizenden spelers. De game werd steeds verder ontwikkeld en eind 2005 waren er al 50.000 leden.
Langzamerhand groeide TribalWars uit naar een internationaal bekend spel in vele verschillende taalversies. In juni 2011 waren er al 34 taalversies. Door de jaren heen zijn er lokale communities opgestart om de lokale versie van het spel te onderhouden. In diverse landen is deze ook weer opgeheven, waardoor de werelden samengevoegd werden op de internationale versie. Het spel zelf is daar wel in verschillende talen beschikbaar, maar gebruikers van die verschillende talen maken gebruik van dezelfde servers met dezelfde werelden.
In de tabel hieronder staan de verschillende servers op volgorde van hoeveelheid werelden.
| Duitsland/Oostenrijk (197 werelden) | Polen (171 werelden)       | Internationaal (diverse talen) (123 werelden) | Brazilië (110 werelden)   | Nederland/België (95 werelden) | Portugal (82 werelden)    |
| Tsjechië (80 werelden)              | Roemenië (75 werelden)     | Rusland (75 werelden)                         | Griekenland (74 werelden) | Slowakije (72 werelden)        | Spanje (71 werelden)      |
| Frankrijk (71 werelden)             | Hongarije (70 werelden)    | Verenigde Arabische Emiraten (69 werelden)    | Turkije (68 werelden)     | Italië (68 werelden)           | Zwitserland (63 werelden) |
| Verenigd Koninkrijk (59 werelden)   | Bèta (Engels) (3 werelden) |                                               |                           |                                |                           |

## Gebouwen
- Hoofdgebouw - hier worden opdrachten gegeven om gebouwen te bouwen (lvl.30)
- Opslagplaats - hier worden grondstoffen opgeslagen (volledig uitgebouwd op lvl.30)
- Boerderij - hoe hoger dit level, hoe meer troepen men kan rekruteren (lvl.30)
- IJzermijn - productie van ijzer (lvl.30)
- LeemGroeve - productie van leem (lvl.30)
- Houthakkers - productie van hout (lvl.30)
- Verzamelplaats - hier kan de speler troepen verzamelen en aanvallen uitsturen (lvl.1)
- Kazerne - hier worden infanterie troepen geproduceerd (lvl.25)
- Stal - hier worden cavalerietroepen geproduceerd (lvl.20)
- Werkplaats - hier worden rammen en katapulten geproduceerd (lvl.15)
- Schuilplaats - als men wordt aangevallen blijven er altijd grondstoffen opgeslagen in de schuilplaats, deze kan ook niet gesloopt worden bij een aanval(lvl.10)
- Smederij - hier kunnen nieuwe wapens worden ontwikkeld, zodat de speler dat soort troepen in andere gebouwen kan produceren (lvl.20)
- Marktplaats - hier kan in grondstoffen worden gehandeld (lvl.25)
- Muur - dit zorgt voor extra bescherming voor het eigen dorp (lvl.20)
- Adelshoeve - hier kan een edelman worden geproduceerd voor het overnemen van andere dorpen (lvl.1-3)
- Standbeeld - alleen op bepaalde werelden - hier kan een ridder worden geproduceerd en kan je ridder items krijgen of vaardigheden leert of verbetert (lvl.1)
- Kerk - alleen op bepaalde werelden -voor extra moraal (lvl.3)

## Troepen

### Infanterie
- Speervechter - De speervechter is de eenvoudigste eenheid. Hij is bijzonder effectief in de verdediging tegen ruiters.
- Zwaardvechter - De zwaardvechter is vooral voor de verdediging tegen de infanterie geschikt. Hij is behoorlijk langzaam.
- Bijlstrijder - De bijlstrijder is een sterke offensieve eenheid. Met strijdkreten razen deze wilde krijgers op de vijandelijke troepen af.
- Boogschutter - De boogschutter is een effectieve verdediger. Zelfs een gepantserde uitrusting wordt in de pijlenregen doorboord.
- Burgerwacht - De burgerwacht kan bij inkomende aanvallen ingeschakeld worden als verdediger. Deze troepen kunnen als enige het dorp niet verlaten.

### Cavalerie
- Verkenner - De verkenner sluipt het vijandelijke dorp in om informatie te verkrijgen.
- Lichte Cavalerie - De lichte cavalerie is bijzonder geschikt om een snelle verrassingsaanval op het dorp van de tegenstanders uit te voeren en is erg sterk tegen Zwaardvechters.
- Bereden Boogschutter - De bereden boogschutter is bijzonder geschikt om met trefzekere schoten de vijandelijke boogschutters van de muur te schieten en is erg sterk tegen Boogschutters.
- Zware Cavalerie - De zware cavalerie is de elite van de troepen van de speler. De meest adellijke ruiters beschikken over krachtige wapens en een sterk pantser kan worden gebruikt voor aanval en zowel als verdediging.

### Artillerie
- Ram - de ram biedt ondersteuning bij aanvallen, omdat hij de muur van de tegenstander beschadigt.
- Katapult - De katapult is bijzonder geschikt om gebouwen van tegenstanders te vernietigen. Elk willekeurig gebouw behalve de schuilplaats kan worden gesloopt. Echter, sommige gebouwen, waaronder de boerderij, opslagplaats, het hoofdgebouw en -op sommige werelden- de eerste kerk kunnen tot maximaal level 1 afgebroken worden.

### Troepen van Adel
- Ridder - De edele ridder beschermt het eigen dorp en bondgenoten tegen vijandelijke aanvallen. Iedere speler kan maar één ridder hebben. Naarmate er met de ridder dorpen worden aangevallen, krijg je wapens. Met deze wapens voor je ridder heb je speciale voordelen. (In sommige werelden is dit uitgeschakeld.)
- In sommige werelden kan je meer dan een ridder hebben (afhankelijk van het aantal dorpen in bezit) en kan je die boeken geven om hun vaardigheden te verbeteren, deze vaardigheden zijn opgedeeld in drie categorieën  verdedigend, aanvallend en ondersteunend.
- Edelman - De edelman kan door aan te vallen de toestemming van het dorp van de tegenstander verminderen. Aansluitend kan het dorp worden veroverd een dorp heeft 100 toestemming en een edelman kan 20-35 toestemming afnemen. De kosten voor een edelman stijgen bij elk veroverd dorp en bij elke aanwezige edelman of elke edelman in opleiding.
- Bij een goudmuntenwereld stijgen de kosten voor de edelmannen en goudmunten niet maar moet je bij elke edelman die wordt gebouwd 1 extra goudmunt slaan dan voorgaande.

De ridder kan worden uitgerust met items die tijdens het spel gevonden kunnen worden; zo kunnen aanvallende troepen of verdedigende troepen één extra bonus krijgen, afhankelijk van het item dat de ridder op dat moment heeft. Te allen tijde kunnen gevonden items worden geëquipeerd en de bonus werkt alleen als de ridder helpt bij de aanval of in het aangevallen dorp aanwezig is. De bonus geldt dus niet voor troepen in een ander dorp dan waar de ridder zich op dat moment bevindt.

## TWLan
Spelers die het spel willen spelen tijdens een LAN-party kunnen hiervoor een speciale LAN-versie van het spel hosten. Binnen hetzelfde lokale netwerk kunnen spelers dan meespelen op een lokale kopie van het spel. De persoon die het spel host kan ook instellingen zoals de snelheid van het spel aanpassen, zodat er korte rondes gespeeld kunnen worden. Het uitvoeren van het spel buiten het lokale netwerk is niet toegestaan.